# غوبرنيه موسكو
غوبرنيه موسكو (بالروسية: Московская губерния) هي محافظة إدارية تابعة روسيا القيصرية، الإمبراطورية الروسية، تواجدت في الفترة من سنة 1708 إلى سنة 1929.

## أعلام
- أليكسي بي. ليبيديف
- فلاديمير بوغومولوف
- نيكولاي إيفانوفيتش نوفيكوف